# Deraeocoris picipes
Deraeocoris picipes är en insektsart som beskrevs av Knight 1921. Deraeocoris picipes ingår i släktet Deraeocoris och familjen ängsskinnbaggar. Inga underarter finns listade i Catalogue of Life.